# Simion Zamșa
Simion Zamșa (n. 23 iunie 1958, Onițcani) este un artist plastic, pictor și grafician, Maestru în Artă din Republica Moldova.

## Biografie
Simion Zamșa s-a născut pe 23 iunie 1958, în satul Onițcani, raionul Criuleni, RSS Moldovenească, Uniunea Sovietică. A urmat liceul de arte plastice „Igor Vieru” din Chișinău între anii 1969 și 1976. În anul 1973 a debutat cu lucrarea "Înainte de ploaie" la expoziția școlilor de arte plastice pentru copii în incinta Muzeului Național de Arte Plastice din Chișinău. După absolvirea liceului de arte plastice din Chișinău, și-a continuat studiile în Uniunea Sovietică, la Leningrad (în prezent Sankt-Petersburg), în cadrul Academiei de Arte Plastice „Ilia Repin”, secția Grafică de carte, sub tutela profesorilor Ghenadi Epifanov, Irina Ptahova și Li Klim. În anul 1990 a fost titularizat ca membru al Uniunii Artiștilor Plastici din Republica Moldova. În 1995 devine membru al Asociației Internaționale a Artiștilor Plastici (AIAP) din cadrul UNESCO.
Începând cu anul 1990 până în prezent este profesor și conferențiar la Facultatea de Arte Plastice și Design a Universității Pedagogice de Stat „Ion Creangă” din Chișinău, unde în anul 2000, a fondat specializarea Design Grafic, unică în Republica Moldova.
Între 1993-2009 a participat la mai multe expoziții naționale și internaționale, la care a devenit laureat. Și-a expus lucrările și la cunoscute expoziții de peste hotare, cum ar fi cele de la Moscova (1987), Tallinn (1988), Tbilisi (1999), precum și la Zilele Moldovei în Germania, din orașul Frankfurt pe Main. De asemenea, Simion Zamșa este autorul imaginilor de pe circa 10 timbre românești din perioada 1998 - 2000 și a câtorva din Republica Moldova.
Soția lui Simion Zamșa de asemenea este pictoriță, iar fiica, Sanda, a ales să urmeze designul grafic.

## Premii și distincții
- 1988-1990 - Bursa Uniunii Artistilor Plastici din URSS, Moscova
- 1993 - Premiul III, Expoziția–concurs de artă contemporană „Saloanele Moldovei”, ediția a III-a, Bacău
- 1994 -	Premiul II, Expoziția-concurs „Bacoviana”, Bacău
- 1995 - Bursa Alianței Franceze, Cergy Pontoise, Paris
- 1996 -	Premiul special pentru cadre didactice, Expoziția–concurs de artă contemporană „Saloanele Moldovei”, ediția a VI-a, Bacău-Chișinău
- 1997 -	Maestru în Artă al Republicii Moldova[11]
- 1998 -	Premiul Inspectoratului pentru Cultură Suceava Expoziția – concurs de artă contemporană Saloanele Moldovei, ediția a VIII-a Bacău–Chișinău
- 2001 - Bursa de Excelență a Fundației Soros Moldova  pentru Artele Plastice
- 2002 - Premiul Uniunii Artiștilor Plastici din Republica Moldova pentru Grafică, Saloanele de toamnă ediția a XII-a, Bacău–Chișinău (Premiul Centrului Internațional de Cultură și Arte George Apostu)
- 2002 - Bursa de Excelenta a Fundatiei Soros Moldova
- 2008 - Premiul Uniunii Artiștilor Plastici din Republica Moldova pentru Grafică, Saloanele de toamnă ediția a XVIII-a, Bacău–Chișinău
- 2008 - Premiul Direcției pentru Cultură, Culte și Patrimoniul Cultural Național Bacău, “Saloanele Moldovei”, Bacău[12]
- 2009 - Premiul I la Bienala Internațională de Pictură, Chișinău, Republica Moldova[13][14]

2012 Premiul I la Chișinău

## Organizator sau curator de proiecte
- 2002	Arta Hârtiei,  Manifestare Internațională organizată la Universitatea Pedagogică de Stat "Ion Creangă" din Chișinău și Centrul Expozițional Constantin  Brâncuși[15] UAP, Chișinău
- 2003	Hârtie manuala-Workshop cu participare internațională,Chișinău, Moldova
- 2004	Tabăra de artă contemporană , Orheiul Vechi – Butuceni, Moldova
- 2005	Tabăra de artă contemporană , Orheiul Vechi – Butuceni, Moldova
- 2008	Tabăra de artă contemporană, Slobozia Dușca, Criuleni, în colaborare cu Consiliul local Criuleni

## Simpozioane și tabere
- 1989—1990	Senej, Moscova, Rusia
- 1993—1996	S. Holoși, Baia Mare, România
- 1994		Tescani, Bacău, România
- 1995		Iurbarcas, Lituania
- 1998		Hartiata-98, Galeria Dobrici, Bulgaria
- 1998		Mini-lito-98, Chișinău, Republica Moldova
- 1999 	Galeria Marco Datrino, Torre Canavaze, Torino, Italia
- 2000-2002 Tabăra de pictură Slănic-Moldova, Moinești, Bacău, România
- 2001 – 2002	Tabăra de creație Valea Uzului, Bacău, România
- 2003    Tabăra de pictura Slanic-Moldova, Moinesti, Bacau, Romania   Tabara internațională de pictura  "International Painter Campus-2004 Dedeman Hotel", Chișinău, Republica Moldova
- 2005    Tabăra de pictură  Camenice nad Lipou, Cehia
- 2006	Tabăra Internațională de artă contemporană Astana, Kazakhstan
- 2014   Simpozionul Internațional de Pictură „Orheiul Vechi”[17]